# Cerianthula
Cerianthula van Beneden, 1897 è un genere di antozoi della famiglia Botrucnidiferidae.

## Tassonomia
Il genere comprende le seguenti specie:
- Cerianthula atlantica van Beneden, 1924
- Cerianthula benguelaensis Leloup, 1964
- Cerianthula braemi Carlgren, 1924
- Cerianthula canariensis Carlgren, 1924
- Cerianthula carlgreni Calabresi, 1927
- Cerianthula lauriei Leloup, 1964
- Cerianthula mediterranea Beneden, 1897
- Cerianthula melo (van Beneden, 1897)
- Cerianthula michaelsarsi Carlgren, 1924
- Cerianthula multiseptata Leloup, 1964
- Cerianthula ommanneyi Leloup, 1964
- Cerianthula polybotrucnidiata Leloup, 1964
- Cerianthula rayneri Leloup, 1964
- Cerianthula spinifer (van Beneden, 1897)

Nel mar Mediterraneo è presente una sola specie (Cerianthula mediterranea).